# Senapsolja
Senapsolja, C3H5•N•CS, är en fet, icke torkande olja som erhålls vid pressning av senapsfrö. Oljan finns i varierande grad även i andra delar av växten, liksom hos andra korsblommiga växter. Detta gäller bland annat vitkål, pepparrot och rädisa.

## Egenskaper
De olika förekommande sorterna innehåller 28–35 % olja. Hos svart senap är oljan brungul till färgen, har mild och behaglig smak och stelnar vid –17,5 °C till en brungul massa.
Förutom glyceriderna av flytande feta syror innehåller den även glycerider av behensyra och erucasyra.
Hos vit senap blir oljan guldgul, har en egendomlig, skarp smak och stelnar vid –16 °C. Den skiljer sig från den föregående oljan genom sin brist på svavel.

## Användning
Senapsoljan kan användas för tvåltillverkning, till kosmetiska preparat, till lysolja och smörjolja, samt i vissa länder även som matolja. Pressresterna används för tillverkning av bordssenap och senapsplåster.